# Wołuta
Wołuta (biał. Вялута, Wiałuta, ros. Велута) – wieś na Białorusi, w obwodzie brzeskim, w rejonie łuninieckim, w sielsowiecie Bostyń.
Wieś znana jest od 1588. Wieś szlachecka położona była w końcu XVIII wieku w powiecie nowogródzkim województwa nowogródzkiego. 
Obecnie liczy ona 1340 mieszkańców. 
We wsi znajduje się dom kultury i szkoła średnia. Znajdowała się tu także cerkiew pw. Świętej Trójcy z 1803, obecnie nieistniejąca.
W latach 2008–2015 w miejscowości zbudowano nową cerkiew, pod tym samym wezwaniem. Jest to świątynia parafialna.